# Wow Wow
Wow Wow è un singolo della cantante argentina María Becerra, pubblicato il 26 agosto 2021 come terzo estratto dal primo album in studio Animal.
Il brano, candidato per il Premio Gardel alla miglior collaborazione urban, vede la partecipazione della cantante statunitense Becky G.

## Video musicale
Il video musicale è stato reso disponibile in concomitanza con l'uscita del brano.

## Tracce
Testi e musiche di María Becerra, Elena Rose, FMK e Becky G.
1. Wow Wow (feat. Becky G) – 3:19

## Classifiche
| Classifica (2021-22) | Posizione massima |
| -------------------- | ----------------- |
| Argentina            | 2                 |
| Paraguay             | 87                |
| Perù                 | 52                |
| Spagna               | 60                |